# Museu del Mar de Santa Pola
El Museu del Mar es troba al Castell Fortalesa de Santa Pola (Baix Vinalopó, País Valencià), una construcció militar renaixentista del segle xvi. El museu es presenta com una exposició monogràfica centrada en la història de Santa Pola, sota sis temàtiques:
- Prehistòria: Se centra en la Cova de les Aranyes (III mil·lenni a. C.), de la qual existeix una reproducció ambientada amb eines de caça i pesca, la llar i l'entorn. Es mostren així mateix materials prehistòrics trobats al terme de Santa Pola.[1]
- Ibers: Es presenta el poblat i port ibèrics a través d'aspectes del mateix com el comerç marítim amb Grècia, l'àmbit domèstic, la indumentària, la religió, etc.
- Portus Illicitanus: Es mostren nombrosos materials recollits de les ruïnes del Portus Ilicitanus, que constaten el desenvolupament de l'activitat comercial. Cal destacar els mosaics de la Casa romana del Palmerar, les eines trobades a la factoria de saladures i els productes manufacturats com ara vidre, ceràmica, llums, objectes d'adorn i ús personal, etc. És important també la col·lecció de monedes.
- Fortificació de la costa: Se centra en el castell-fortalesa i les torres de vigilància, emmarcades en el seu context històric mitjançant maquetes i material gràfic acompanyat d'una selecció de materials recuperats durant els treballs de rehabilitació de la fortalesa.
- Arts del mar: Destaca la pesca, així com la vida quotidiana, la fusteria de ribera i la navegació.
- Salines de Santa Pola: Mostra, juntament amb la sala anterior, el fil conductor fonamental de l'activitat i economia de Santa Pola.

## Serveis complementaris
- Sala d'audiovisuals en la qual es projecten documentals.[1]
- Centre de gestió, restauració i museologia.
- Biblioteca especialitzada en temes d'Història Antiga, Arqueologia, Etnografia i Navegació.
- Laboratori de restauració i conservació.
- Atenció a consultes sobre arqueologia, conservació, restauració i autenticació, així com assessorament pedagògic.